# Auditorio de Chautauqua
El Auditorio de Chautauqua (del inglés: Chautauqua Auditorium) situado en el "Chautauqua de Colorado" en Boulder, en el estado de Colorado, fue colocado en el Registro Nacional de Lugares Históricos el 21 de marzo de 1978. El edificio de madera fue construido para la primera temporada del Chautauqua de Colorado en 1898, ya través de los años ha sido sede de numerosas conferencias, actuaciones musicales, y películas tanto primitivas como modernas.